# Oxalis triangularis
Oxalis pourpre
Espèce
Classification APG III (2009)
Oxalis triangularis, l'oxalis triangulaire est une plante du genre des Oxalis de la famille des Oxalidacées. Originaire d'Amérique du Sud, elle est connue ailleurs dans le monde pour ses cultivars aux feuilles pourpres ; elle porte alors le nom d'oxalis pourpre.
L'espèce a été décrite la première fois par Saint Hilaire, dans Flora Brasiliae meridionalis en 1825.

## Description

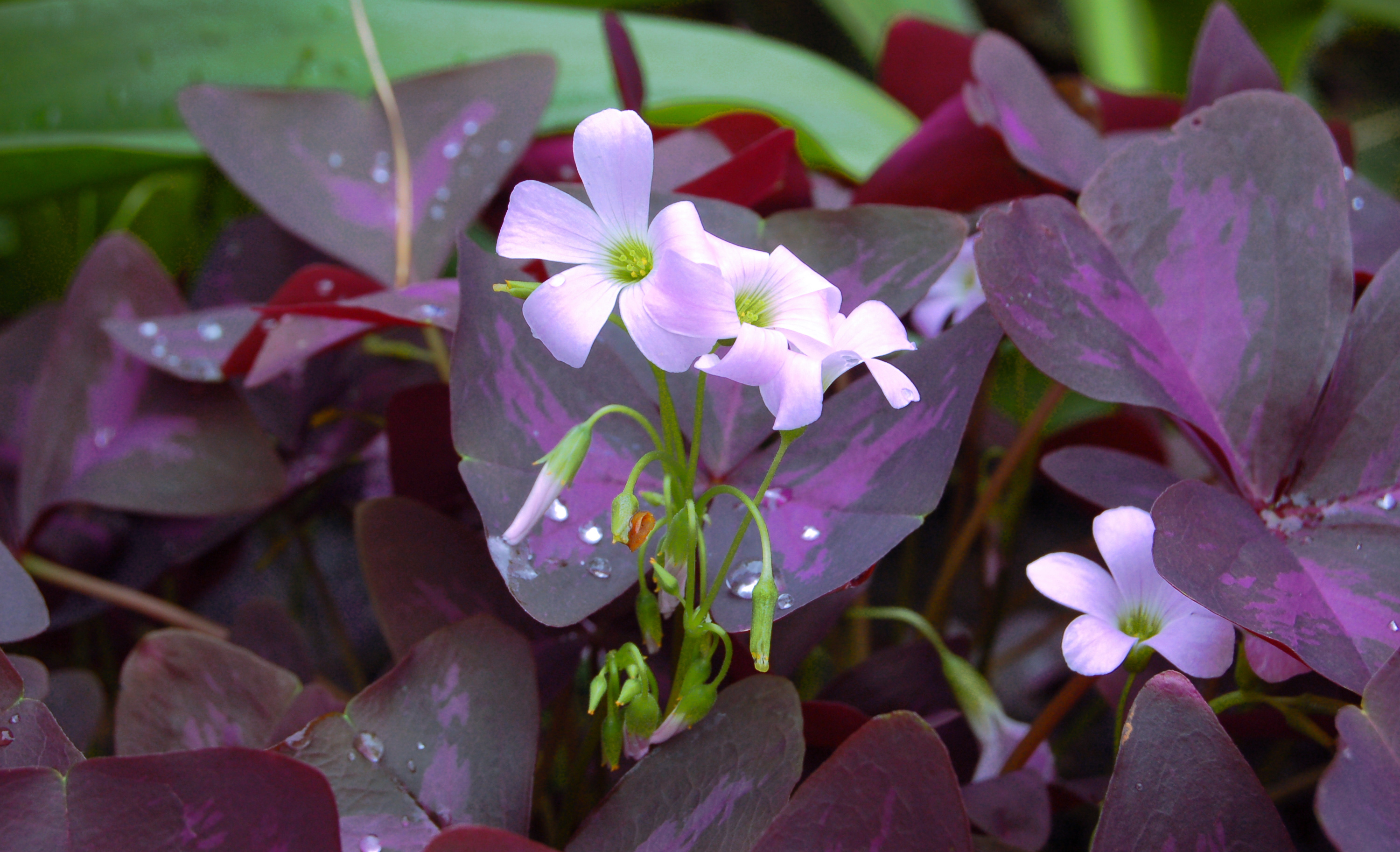
Forme pourpre

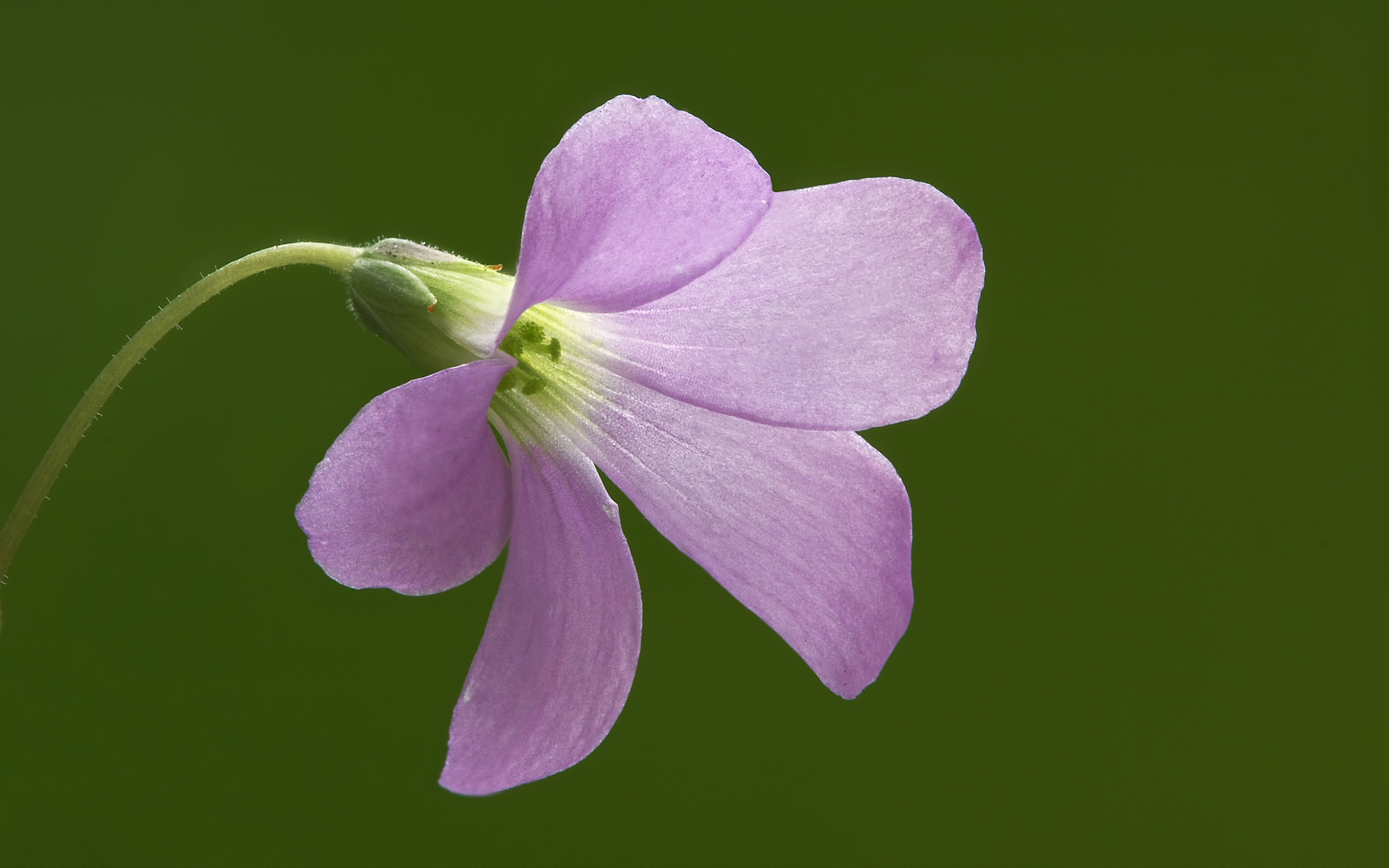
Fleur

Oxalis triangularis est une plante pérenne, d'environ 20 cm de haut,, sans tige aérienne, formée de feuilles portées par un long pétiole émergeant au niveau du sol d'un rhizome tubérisé (de 5 cm de long, sur 10-15 mm de diamètre, entièrement couvert d'écailles).
La feuille est formée de trois folioles sessiles (ou à pétiolule très court), obtriangulaires à obovales-triangulaires, glabres, disposées dans un même plan perpendiculaire au pétiole. Le limbe de l'espèce sauvage est vert mais des cultivars pourpres (dits atropurpurea) ont été sélectionnés pour l'horticulture.
Le pétiole, mou, de couleur blanchâtre, fait de 15 à 25 cm de long. Les feuilles se déplacent suivant le niveau lumineux : la nuit, elles se referment sur le pétiole et à la lumière du jour, elles s'étalent. Lors de ce mouvement, les folioles se replient au niveau de la nervure centrale.
L'inflorescence ombelliforme est portée par un long pédoncule, émergeant de terre avec les pétioles. Elle porte 2-5 (-9) fleurs, rose pale, hétérostyles. La corolle est en forme d'entonnoir à 5 lobes arrondis et enferme 10 étamines.
La floraison a lieu du printemps à l'automne.
Le fruit est une capsule à deux valves.

## Répartition
L'espèce est distribuée dans plusieurs pays d'Amérique du Sud : Brésil, Bolivie, Argentine et Paraguay.

## Culture
L'oxalis pourpre, la forme pourpre de Oxalis triangularis, est cultivé comme plante ornementale.
Craignant le gel, il est généralement cultivé en intérieur. Il est planté dans un sol riche en humus et bien drainé.
La plante préfère une exposition lumineuse, toutefois sans soleil direct. En hiver, la plante ne doit pas être arrosée.
Elle se propage en divisant ses rhizomes.

## Liste de sous-espèces
- Oxalis triangularis subsp. triangularis
- Oxalis triangularis subsp. papilionacea

## Cultivar remarquable
Oxalis triangularis 'Atropurpurea'

## Synonymes
D'après The Plant List, les synonymes sont :
- Acetosella catharinensis (N.E. Br.) Kuntze
- Acetosella palustris (A. St.-Hil.) Kuntze
- Oxalis catharinensis N.E. Br.
- Oxalis corumbaensis Hoehne
- Oxalis delta Vell.
- Oxalis glaberrima Norlind
- Oxalis oxyptera Progel
- Oxalis palustris A. St.-Hil.
- Oxalis papilionacea Hoffmanns. ex Zucc.
- Oxalis regnellii Miq.
- Oxalis tenuis R. Knuth
- Oxalis tenuiscaposa R. Knuth
- Oxalis venturiana R. Knuth
- Oxalis vernalis Fredr. ex Norlind
- Oxalis yapacaniensis (Kuntze) K. Schum.